# لینکلن بیچ (اورگن)
لینکلن بیچ (به انگلیسی: Lincoln Beach) یک منطقهٔ مسکونی در ایالات متحده آمریکا است که در شهرستان لینکلن، اورگن واقع شده‌است. لینکلن بیچ ۱۰٫۶ کیلومتر مربع مساحت و ۲٬۰۴۵ نفر جمعیت دارد و ۱۴ متر بالاتر از سطح دریا واقع شده‌است.